# Andy Legg
Andrew Andy Legg (ur. 28 lipca 1966 w Neath) – walijski piłkarz i trener piłkarski. Jest nieoficjalnym rekordzistą świata w najdłuższym wrzucie z autu.

## Dzieciństwo
Jako nastolatek uczęszczał do Glan Afan Comprehensive School w Port Talbot. Po opuszczeniu szkoły pracował dla Forestry Commission. Jego brat Paul również był piłkarzem i grał w takich klubach jak Swansea City, Cardiff City, Shrewsbury Town, czy Hull City.

## Kariera klubowa

### Początki
Po grze w młodzieżowym klubie Baglan Boys Club, w którym trenerem był jego ojciec, trafił do Briton Ferry Athletic, gdzie zwrócił na siebie uwagę kilku klubów z The Football League. Najpierw był testowany w rezerwach Middlesbrough, w których grał razem z Bernie′em Slavenem, jednakże trener, Bruce Rioch, był niezadowolony z jego fryzury, określając zawodnika jako „zbyt niechlujnego” i nakazując mu ściąć włosy lub nie wracać. Legg zdecydował się odejść z zespołu. Później testowano go w rezerwach Manchesteru City, gdzie ponownie grał jako napastnik. Po dwóch meczach w tej drużynie został zaproszony na sparingi przedsezonowe, by sprawdzić jego postawę, jednakże Terry Yorath zaoferował mu grę w Swansea City.

### Swansea City
Profesjonalną karierę Legg rozpoczął w sierpniu 1988, w wieku 22 lat. Złamanie nogi nie pozwoliło mu jednak zadebiutować w drużynie Swansea. Uczynił to dopiero w przegranym 0:2 meczu z Bristol City.
Na Vetch Field wystąpił łącznie ponad 150 razy, mając udział w zdobyciu Pucharu Walii w sezonie 1988/1989 i 1990/1991. Grał też z Panathinaikosem i AS Monaco w Pucharze Zdobywców Pucharów. W lipcu 1993 został sprzedany do Notts County za 275 tysięcy £. W klubie tym pobił w 1992 rekord Guinnessa w najdłuższym wyrzucie z autu (44,6 m).

### Notts County
Legg był członkiem zespołu Notts County, który w sezonie 1994/1995 wygrał Puchar Anglo-Włoski. W lutym 1996 został sprzedany za 250 tysięcy funtów do Birmingham City.

### Birmingham City
Do Birmingham trafił wraz z Jasonem Devlinem na życzenie Barry′ego Fry′a. W klubie tym spędził dwa lata. Dzięki występom w tej drużynie udało mu się zadebiutować w reprezentacji Walii, czego dokonał 24 kwietnia 1996 w przegranym 0:2 meczu ze Szwajcarią rozegranym na Stadio Cornaredo w Lugano, jednakże z powodu kontuzji został po 30 minutach zastąpiony przez Gary’ego Speeda. W sezonie 1997/1998, który był jego ostatnim w tym klubie, rozpoczął negocjacje w sprawie przedłużenia kontraktu, lecz po nieudanych pertraktacjach został przesunięty przez Trevora Francisa do zespołu rezerw. Pozwolono mu jednak pójść na wypożyczenie do Ipswich Town za kontuzjowanego Bobby′ego Pettę. Po miesiącu menedżer Ipswich, George Burley, próbował wynegocjować transfer definitywny, lecz jego propozycja została odrzucona. W Ipswich Legg zagrał w 7 meczach (w tym 1 pucharowym), w których strzelił 1 gola.

### Reading
Kolega Legga, James Bowen trafił w grudniu 1997 roku do Reading. Z jego polecenia trafił tam też w lutym 1998 Legg. Kilka tygodni później trener drużyny, Terry Bullivant, został zwolniony, a w jego miejsce zatrudniono Tommy′ego Burnsa, który odsunął kilku graczy, w tym Bowena i Legga, od składu. Tę grupę, nazwaną później „gang of five” („gang pięciu”), konsekwentnie ignorował i nie dawał im szans gry. Alan Pardew, ówczesny trener rezerw, organizował dla nich osobne treningi. Po dymisji Burnsa Pardew objął jego posadę. Całe zdarzenie komentował później następująco:

I wish they had stayed. Andy would certainly be in my team now and Jason showed he had a lot of talent.
Chciałbym, żeby oni pozostali [w mojej drużynie]. Andy ma teraz pewne miejsce w moim zespole, a Jason pokazał, że jest bardzo utalentowany.

### Cardiff City
Po epizodzie na wypożyczeniu w Peterborough United Legg trafił do Cardiff City w 1998. Walijczyk był początkowo nielubiany przez fanów tego klubu za wcześniejszą grę dla znienawidzonego przez nich Swansea City. Wysyłano mu nawet listy, w których grożono mu śmiercią. Jego kolega z drużyny Winston Faerber po otwarciu jednego z listów wysłanych Leggowi przeciął sobie palec, gdyż w przesyłce znajdowała się żyletka. Zdobył jednak uznanie kibiców, po tym, jak został wybrany zawodnikiem sezonów 1999/2000 i 2000/2001. W 1999 żona Legga, Lucy, zobaczyła na jego szyi guzek, zdiagnozowany później jako niezłośliwy nowotwór. Postanowił wtedy grać do końca sezonu 1999/2000. Jedynymi ludźmi, którzy wiedzieli wtedy o jego chorobie byli: trener Billy Ayre, fizjoterapeuta Mike Davenport i lekarz klubowy Len Noakes. Guz został usunięty w Princess of Wales Hospital w Bridgend w maju 2000. Opuścił klub w lipcu 2003, po tym, jak zaproponowano mu obniżkę pensji o 70%. Powiedział wtedy:

It’s a big wrench to leave Cardiff, I’m absolutely gutted [...] I think I deserve better than a 70% pay cut.
To naprawdę przykre opuszczać Cardiff, jestem całkowicie zniesmaczony [...] Myślę, że zasługuję na coś więcej niż 70% obniżkę zarobków.

Ostatni mecz dla Cardiff rozegrał 25 maja 2003 w finale baraży o awans do First Division. Legg pomógł drużynie wygrać 1:0 z QPR i awansować do wyższej ligi.

### Peterborough United
Po odejściu z Cardiff objął funkcję grającego trenera w Peterborough United, debiutując w pierwszym meczu sezonu, który zakończył się porażką 3:4 z Hartlepool United. Jako asystent Steve′a Bleasdale′a odegrał epizodyczną rolę w serialu dokumentalnym „Big Ron Manager” obok Rona Atkinsona i Barry′ego Fry′a. W 2004 na gardle Legga pojawił się drugi guz. Tak jak za pierwszym razem postanowił dograć sezon do końca, a dopiero potem usunąć guza. Gdy po raz pierwszy poczuł ból w okolicach szyi, zarezerwował operację. Jego ostatni występ dla Peterborough miał miejsce 9 kwietnia 2005 w wygranym 1:0 meczu z Blackpool. Był to jego ostatni mecz w profesjonalnej karierze piłkarskiej. Kilka dni później przeszedł operację w Queen′s Medical Centre w Nottingham. Zabieg się udał, choć Legg musiał przejść jeszcze 28 sesji radioterapii. Lekarze dawali mu małe szanse na powrót do gry w piłkę, lecz udało mu się wrócić.

### Powrót do piłki nożnej
Legg powrócił w barwach Maesteg Park 1 lutego 2006 w wygranym 2:0 meczu z Bettws. Po epizodach w Newport County i Llanelli Legg trafił do grającego w Conference North Hucknall Town. W styczniu 2007 został grającym trenerem tego klubu. Zrezygnował z tej funkcji we wrześniu 2007 po sześciu porażkach z rzędu. Po rezygnacji wrócił do gry w Llanelli. W kwietniu 2009 został trenerem tej drużyny, zastępując na stanowisku Petera Nicholasa. W lipcu 2009 wystąpił w meczu pierwszej rundy kwalifikacji Ligi Europy, w którym Llanelli niespodziewanie pokonało szkockie Motherwell 1:0.
Mając już licencję UEFA A, w czerwcu 2010 rozpoczął kurs umożliwiający zdobycie licencji UEFA Pro.
W listopadzie 2012 Legg zrezygnował z funkcji szkoleniowca Llanelli. W sierpniu 2016 został trenerem Bangor City F.C., a w listopadzie 2016 opuścił klub.

## Kariera reprezentacyjna
W reprezentacji Walii zadebiutował 24 kwietnia 1996 w przegranym 0:2 meczu ze Szwajcarią, w którym został w 30. minucie zmieniony przez Gary′ego Speeda. Ostatni mecz w kadrze rozegrał 28 marca 2001, a rywalem była Armenia. Spotkanie zakończyło się remisem 2:2.

## Osiągnięcia
- Puchar Walii (3): 1989, 1991 (ze Swansea); 2011 (z Llanelli)
- Puchar Anglo-Włoski (1): 1995 (z Notts County)
- FAW Premier Cup (1): 2002 (z Cardiff City)
- Mistrzostwo Walii (1): 2008 (z Llanelli)